# Карол Залевски
Карол Залевски  (пољ. Karol Zalewski; Решел, Пољска, 7. август 1993) је пољски атлетичар, чија је специјалност трчање у спринтерским дисциплинама 200 и 400 метара и штафетама 4 х 100 м и 4 х 400 м.

## Спортска биографија
На Светском јуниорском првенству 2012., Каролу Залевском је измакла бронзана медаља на 200 м са заостаком 0.001 секуде иза трећепласираног Американца Тајрика Хила. Постигнутим резултатом поставио је нови јуниорски рекорд Пољске.. Учествовао је и у две штафетне трке. На 4 х 100 м поново је четврти, а на 4 х 400 м осваја сребрну медаљу са Рафалом Омелком, Пјотром Кусњежом и Патриком Добеком.
Следеће године на Европском првенству за млађе сениоре У-23 у Тампереу осваја злато са личним рекордом на 200 м, а са штафетом 4 х 100 м сребро. Исти колекцију медаља освојио је и на следећем Европском првенству за млађе сениоре 2015. у Талину, оног пута на 200 м и штафетом 4 х 400 м.
У финалу трке штафета 4 х 400 метара 4. марта 2018. на Светском првенству у дворани 2018. у Бирмингему Залевски и његове колеге из репрезентације освојили су златну медаљу испред екипе САД, која је непоражена у овој дисциплини од 2003. године, и оборили свезски рекорд у дворани са 3:01,77, побољшавајући стари рекорд Американац од 3:02,13 из 2014. Пољаци су постигли подвиг првенства, пошто ниједан од 4 члана штафете нема лични рекорд на 400 м у дворани испод 46 секунди, а посебно што је побеђена амричка штафета. Штафета је трчала у саставу Залевски, Рафал Омелко, Лукаш Кравчук и Јакуб Кшевина.

## Значајнији резултати
| Год.  | Такмичење                          | Место                           | Пласман | Дисциплина | Резултат         | Бел.    |
| ----- | ---------------------------------- | ------------------------------- | ------- | ---------- | ---------------- | ------- |
| 2011. |                                    |                                 |         |            |                  |         |
| 2011. | Европско јуниорско првенство       | Талин, Естонија                 | –       | 200 м      | Диск. Чл. 163.3б |         |
| 2012. | Светско јуниорско првенство        | Барселона, Шпанија              | 4.      | 200 м      | 20,54            |         |
| 2012. | Светско јуниорско првенство        | Барселона, Шпанија              | 4.      | 4 х 100 м  | 39,47            |         |
| 2012. | Светско јуниорско првенство        | Барселона, Шпанија              |         | 4 х 400 м  | 3:05,05          |         |
| 2013. | Европско јуниорско првенство У-23. | Тампере, Финска                 |         | 200 м      | 20,41            |         |
| 2013. | Европско јуниорско првенство У-23. | Тампере, Финска                 |         | 4 х 100 м  | 38,81            |         |
| 2013. | Светско првентво                   | Москва, Русија                  | 20.     | 200 м      | 20,66            |         |
| 2013. | Светско првентво                   | Москва, Русија                  | 11.     | 4 х 100 м  | 38,51            |         |
| 2014  | ИААФ Светско првенство штафета     | Насау, Бахаме                   | 12.     | 4 x 100 м  | 39,31            |         |
| 2014  | Европско првенство                 | Цирих, Швајцарска               | 8.      | 200 м      | 20,58            |         |
| 2014  | Европско првенство                 | Цирих, Швајцарска               | 6.      | 4 х 100 м  | 38,85            |         |
| 2015. | Европско првенство у дворани       | Праг, Чешка                     | 6. (пф) | 400 м      | 46,84            |         |
| 2015. | Европско првенство у дворани       | Праг, Чешка                     |         | 4 х 400 м  | 3:02,97          |         |
| 2015. | ИААФ Светско првенство штафета     | Насау, Бахаме                   | 4.      | 4 х 200 м  | 1:22,85          |         |
| 2015. | ИААФ Светско првенство штафета     | Насау, Бахаме                   | 11.     | 4 х 400 м  | 3:05,13          |         |
| 2015. | Европско првенство У-23            | Талин, Естонија                 |         | 200 м      | 20,49            |         |
| 2015. | Европско првенство У-23            | Талин, Естонија                 | –       | 4 х 100 м  | 20,49            | DQ      |
| 2015. | Европско првенство У-23            | Талин, Естонија                 |         | 4 х 400 м  | 20,49            | 3:05,35 |
| 2015. | Светско првентво                   | Пекинг, Кина                    | 40.     | 200 м      | 20.77            |         |
| 2016  | Европско првенство                 | Амстердам, Холандија            | 8. (пф) | 200 м      | 20,69            | [ 3 ]   |
| 2016  | Европско првенство                 | Амстердам, Холандија            | 6.      | 4 х 100 м  | 38,69            | [ 4 ]   |
| 2016  | Олимпијске игре                    | Рио де Жанеиро, Бразил          | 37.     | 200 м      | 20,54            |         |
| 2018  | Светско првенство у дворани        | Бирмингем, Уједињено Краљевство |         | 4 х 400 м  | 3:01,77 СРд      | [ 5 ]   |

## Лични рекорди
Стање 31. март 2018.
| Дисциплина   | Рекорд       | Место        | Датум             |
| на отвореном | на отвореном | на отвореном |                   |
| ------------ | ------------ | ------------ | ----------------- |
| 100 м        | 10,25        | Бидгошч      | 29. јун 2013.     |
| 200 м        | 20,26        | Сопот        | 20.јул 2016.      |
| 400 м        | 45.84        | Јелења Гора  | 30. јул 2016.     |
| у дворани    |              |              |                   |
| 200 м        | 21,14        | Торуњ        | 19. фебруар 2017. |
| 400 м        | 46,08        | Београд      | 4. март 2017.     |